# Matthew Brennan
Matthew Brennan (Darlington, 6 agosto 2005) è un ciclista su strada e pistard britannico che corre per il Team Visma-Lease a Bike; è professionista dal 2025.

## Palmarès

### Strada
- 2023 (Juniores)

Classifica generale Guido Reybrouck Classic
1ª tappa Keizer der Juniores (Pittem > Pittem)
Classifica generale Keizer der Juniores
- 2024 (Team Visma-Lease a Bike Development, tre vittorie)

Umag Trophy
Poreč Trophy
8ª tappa Giro Next Gen (Cesena > Forlimpopoli)
- 2025 (Team Visma-Lease a Bike DT/Team Visma-Lease a Bike, undici vittorie)

Le Tour des 100 Communes
Grand Prix de la Ville de Lillers
Grand Prix de Denain
1ª tappa Volta Ciclista a Catalunya (Sant Feliu de Guíxols > Sant Feliu de Guíxols)
5ª tappa Volta Ciclista a Catalunya (Paüls > Amposta)
1ª tappa Giro di Romandia (Münchenstein > Friburgo)
Rund um Köln
2ª tappa Giro di Norvegia (Egersund > Oltedal)
4ª tappa Giro di Norvegia (Stavanger > Stavanger)
Classifica generale Giro di Norvegia
5ª tappa Giro di Polonia (Katowice > Zakopane)

#### Altri successi
- 2023 (Juniores)

Classifica scalatori Keizer der Juniores
- 2025 (Team Visma-Lease a Bike)

Classifica punti Giro di Norvegia
Classifica giovani Giro di Norvegia

### Pista
- 2023 (Juniores)

Campionati del mondo, Inseguimento individuale Junior
Campionati del mondo, Americana Junior (con Ben Wiggins)
Campionati britannici, Derny

## Piazzamenti

### Classiche monumento
- Parigi-Roubaix

2025: 44º

### Competizioni mondiali
- Campionati mondiali su strada

Glasgow 2023 - In linea Junior: 33º
Zurigo 2024 - In linea Under-23: ritirato
- Campionati mondiali su pista

Cali 2023 - Scratch Junior: 2º
Cali 2023 - Inseguimento individuale Junior: vincitore
Cali 2023 - Americana Junior: vincitore

### Competizioni europee
- Campionati europei su pista

Anadia 2023 - Inseguimento a squadre Junior: 2º
Anadia 2023 - Inseguimento individuale Junior: 2º
Anadia 2023 - Americana Junior: 2º